# WinZip
WinZip è un software proprietario, originariamente sviluppato per Microsoft Windows, che permette di comprimere i file, ovvero di ridurli di dimensione senza perdere informazioni.

## Storia
Dal 1991 fino al 2 maggio 2006 il software è stato di proprietà della WinZip Computing. In seguito fu acquistato dalla Corel Corporation (società con sede a Ottawa).

## Caratteristiche
Il programma è shareware ovvero diventa a pagamento dopo un periodo di prova di 21 giorni. In seguito, il programma non permette più di aprire gli archivi compressi e compare un avviso all'apertura che consiglia l'acquisto.
WinZip, come i principali concorrenti, non utilizza formati proprietari, ma algoritmi di compressione dei dati open source. Si tratta di algoritmi lossless, senza perdita di informazioni: il file ZIP scompattato dall'archivio risulta identico a quello di partenza, precedente la compressione. La compressione agisce dapprima cambiando la base dei file da binaria ad una codifica esadecimale o maggiore, che richiede un numero minore di bit, e con altri accorgimenti, agisce ad un basso livello, che non tiene conto della semantica e dell'estensione del file di partenza.
WinZip dispone di una funzione detta "WinZIP Self Extractor", che crea degli archivi auto-scompattanti. Si tratta di singoli file eseguibili come programmi che decomprimono i file e la struttura delle cartelle compressi al proprio interno ricostruendoli in una cartella di destinazione senza bisogno di altri software esterni, nemmeno di WinZip.
WinZip permette anche di eseguire la crittografia AES a 126 e 256 bit sui file e sulle cartelle, in modo da proteggere i dati compressi tramite una password.
A partire dalla versione 9.0 di WinZip viene usato codice a 64 bit che ha eliminato alcune restrizioni precedenti, come il limite di 65.535 voci e la dimensione massima di 4 Gigabyte per singolo file di archivio.
Il programma supporta dalla versione 11.02 la codifica di caratteri Unicode.
L'interfaccia è stata tradotta in parecchie lingue, tra le quali l'italiano.
Dal 2010 è disponibile anche per Mac OS X e più recentemente ne sono state realizzate versioni specifiche per i sistemi Android e iOS, dalle caratteristiche e interfaccia semplificate rispetto alle versioni per PC.

### Efficacia
Per WinZip, come per molti altri software di compressione, alcuni tipi di file non subiscono sensibili riduzioni di dimensione rispetto a quanto osservabile con file di testo o immagini in formato BMP. Questo succede per esempio con i file .jpeg, mp3, DivX, e tutti quei formati che prevedono una compressione nativa, compresi ovviamente gli archivi già elaborati da altri software, quali per esempio 7-Zip o WinRAR.